# Gulf, Colorado and Santa Fe Railway
La Gulf, Colorado and Santa Fe Railway era una sussidiaria della Atchison, Topeka & Santa Fe Railway attiva nel Texas orientale e a Purcell, Oklahoma.

## Storia

### XIX secolo
Nel 1873 ci fu una forte competizione tra le città di Houston e Galveston; e la Galveston, Houston & Henderson Railroad (GH&H) era l'unico collegamento ferroviario tra le due città. La competizione tra Houston e Galveston era alimentata dalle quarantene, che venivano spesso imposte al traffico di Galveston da Houston. Queste quarantene si verificavano quasi ogni anno e si basavano su epidemie e focolai di febbre gialla. Così, i cittadini di Galveston decisero di costruire una loro linea ferroviaria che avrebbe attraversato il Texas, nel Panhandle e attraverso la linea di confine fino a Santa Fe, nel Nuovo Messico, bypassando Houston. La Gulf, Colorado & Santa Fe Railroad (GC&SF) fu istituita e lo stato accettò di concedere 16 sezioni di terra per miglio di tracciato.
Anche se l'atto costitutivo fu emanato nel 1873, l'effettiva costruzione della linea non ebbe inizio fino a due anni dopo. I piani per incominciare la costruzione furono formulati dal generale Braxton Bragg, ex comandante dell'Armata confederata del Tennessee. In una riunione del consiglio di amministrazione l'8 febbraio 1875, il consiglio decise di negoziare per la terra sia per un deposito sia per la posizione della linea da Galveston a un incrocio della linea della Galveston, Harrisburg & San Antonio. In altri incontri del 1875, il consiglio di amministrazione chiese di presentare proposte per la costruzione del ponte sulla baia di Galveston e per la costruzione dei binari ad Arcola, Texas. Il 30 aprile 1875, Henry Rosenberg, presidente della GC&SF, firmò un contratto con Burnett e Kilpatrick che comprendeva la costruzione di un ponte sull'intera baia, con un progetto di sollevamento, per $69.000. I depositi erano situati tra la 37ª e la 38ª strada e Mechanic e Strand. La linea ferroviaria doveva seguire Mechanic Street fino alla 60ª, da dove avrebbe deviato verso il ponte.
La costruzione ebbe inizio il 1º maggio 1875. Il 28 maggio la linea raggiunse Arcola, con rilievi effettuati fino al fiume Brazos. Nel settembre 1876, la Galveston, Houston, & Henderson Railroad completò un nuovo deposito passeggeri, situato all'angolo tra Avenue A e Tremont Street. La GC&SF avrebbe condiviso questo deposito per la loro linea passeggeri una volta che i treni avessero cominciato il servizio regolare.
Nel marzo del 1877 il percorso da Galveston ad Arcola era completato e furono presi accordi per attivare un servizio regolare di treni. La compagnia progettava intanto di attraversare il fiume Brazos e proseguire fino a Richmond, dove si sarebbe collegata con la linea di San Antonio; in questo modo si sarebbe accorciato di 11 miglia l'itinerario per Galveston. Entro l'anno successivo, l'azienda realizzò anche un ponte di ferro lungo 480 piedi sul fiume Brazos, che venne inaugurato a ottobre.
Nel dicembre del 1878 la compagnia incominciò a incontrare difficoltà finanziarie. I direttori chiesero un prestito di $250.000 per 90 giorni, il che avrebbe consentito loro di saldare i debiti e completare il percorso per Richmond. L'unica offerta per il prestito venne fatta da un gruppo di cittadini di Galveston guidati dall'uomo d'affari George Sealy. Il prestito era garantito da un atto di fiducia su tutte le proprietà della compagnia ferroviaria. Alla scadenza del prestito, la società non aveva i fondi per pagarla; pertanto il 15 aprile 1879, tutte le proprietà della linea furono messa all'asta. L'offerta più alta fu quella di $200.000 fatta da George Sealy, che nominò un nuovo board; a maggio, i nuovi direttori avevano organizzato un corpo di ingegneri per definire il percorso della linea per Brenham.

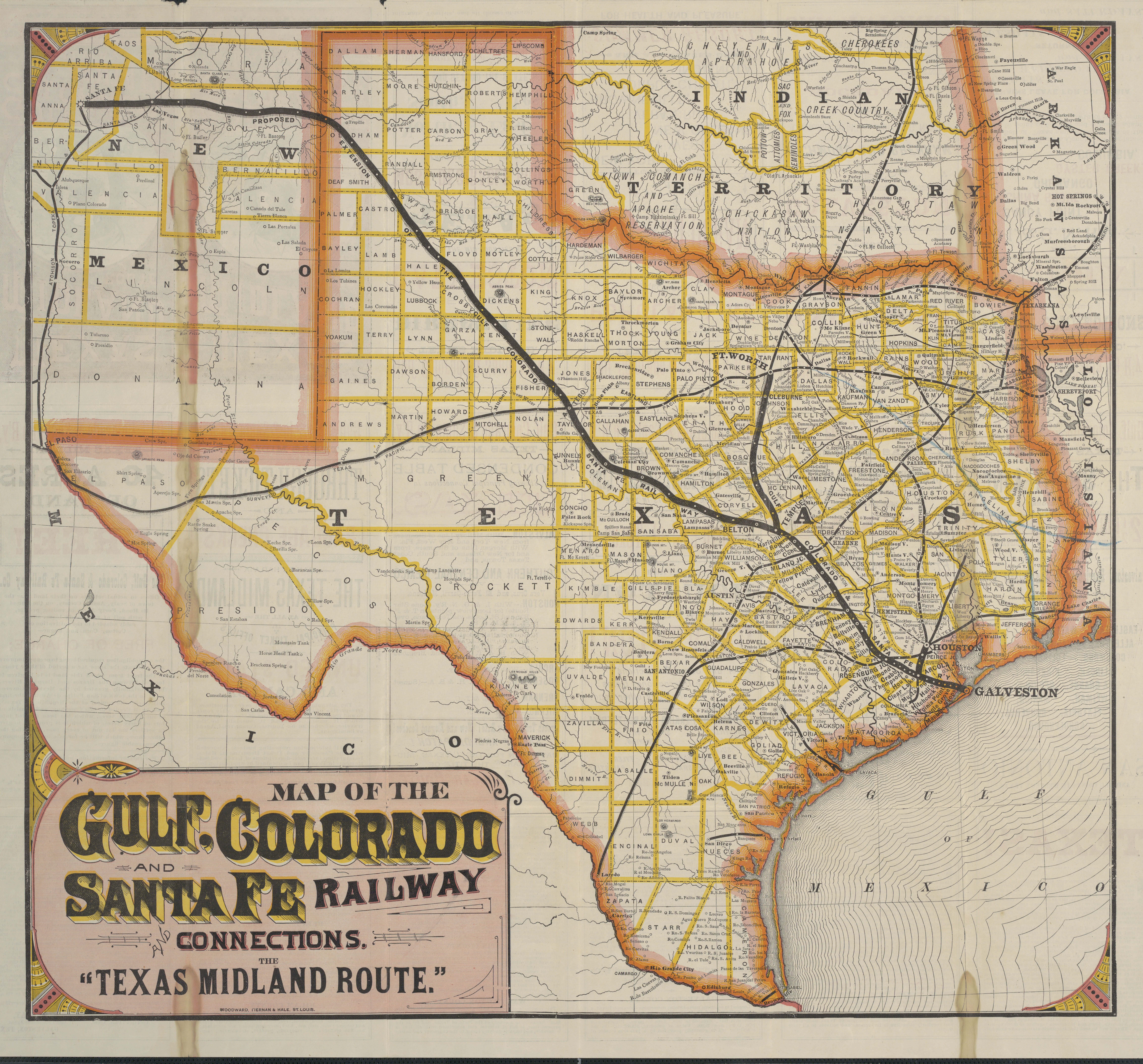
Mappa della Gulf, Colorado and Santa Fe Railway, circa 1880

L'ingegnere capo Bernard Moore Temple mandò i topografi all'interno del Texas e seguì le squadre di costruzione mentre il tracciato veniva definito. I nuovi direttori ottennero anche i diritti per costruire un ramo diretto a Houston, avendo compreso l'importanza di quel collegamento per il successo della linea. Nel 1880, la GC&SF divenne famosa per aver creato il primo treno per il trasporto dei giornali negli Stati Uniti. A causa di un'altra quarantena piazzata su Galveston da Houston, il Galveston News organizzò un treno speciale per trasportare il giornale da Galveston a Rosenberg. Lì, il giornale veniva trasferito alla Galveston, Harrisburg & San Antonio Railway, che distribuiva le notizie in tutto il Texas.
Il percorso raggiunse una distanza di 226 miglia quando nel marzo 1881 la linea arrivò a Belton. La compagnia aveva anche costruito una linea telegrafica lungo la linea della ferrovia, e quell'anno cominciò a produrre utili. Nel 1882, la linea principale raggiunse Lampasas, e  fu aperto un ulteriore ramo da Alvin a Houston.
La compagnia ricevette il supporto di molte contee e comunità lungo la linea. Le donazioni variavano da $70 di Nickleville a $85.000 di Fort Worth. Anche altre piccole città come Weatherford, Paris, Ladonia, Honey Grove e Farmersville fornirono fondi. Lungo il percorso, la ferrovia sviluppò città come Rosenberg, Sealy e Temple, che sono diventate un punto di divisione.
A metà degli anni 1880, all'ingegnere capo Temple succedette  Walter Justin Sherman. Sherman dovette gestire alcuni problemi con i lavoratori. Soprattutto nei caldi mesi estivi, i membri delle squadre di costruzione sarebbero stati deserti e le sostituzioni erano difficili da trovare. La GC&SF autorizzò una razione giornaliera di whisky e Sherman distribuì un mestolo di liquore alla fine della giornata a ciascun membro dell'equipaggio nel tentativo di mantenere alto il morale.
Già nel 1881, la GC&SF attirò l'attenzione di alcuni grandi magnati delle ferrovie. Jay Gould, che deteneva un monopolio nel nord del Texas, presentò una minaccia per le altre linee del Texas, tra cui la GC&SF. William B. Strong, presidente della AT&SF, ha attivamente perseguito un modo per rompere la fortezza di Gould nel commercio ferroviario del Texas.
Afflitto da ulteriori problemi finanziari, Sealy e gli altri leader della GC&SF si resero conto che la ferrovia avrebbe bisogno di una connessione a nord del Texas per sopravvivere. William Strong offrì una connessione tra le due linee. Il 25 marzo 1886, gli azionisti autorizzarono George Sealy a lavorare per uno scambio di azioni tra le due società.
L'accordo stabiliva che la linea della GC&SF sarebbe stata costruita da Fort Worth a Purcell, nel Territorio indiano, e si sarebbe collegata con la linea della AT&SF in direzione sud. Quindi la GC&SF doveva costruire a Paris e connettersi con la St. Louis-San Francisco Railway (SLSF) e costruì un ramo da Cleburne a Weatherford. Il 26 aprile 1887, Sherman raggiunse Purcell, quattro ore prima del previsto e prima degli equipaggi della AT&SF. A giugno, i treni incominciarono a correre da Kansas City a Galveston.
Dopo il completamento della linea verso Purcell, la AT&SF assunse il controllo della GC&SF. Il contratto, firmato il 3 marzo 1886 da Sealy e Strong, prevedeva il trasferimento dell'intero capitale sociale della GC&SF alla AT&SF in cambio di 8 milioni di dollari in azioni della AT&SF. Il 23 marzo, i rappresentanti della AT&SF furono eletti nel consiglio di amministrazione della GC&SF e la fusione fu completata. Il fatto che la GC&SF collegasse così tante grandi città del Texas con la città portuale più importante del Texas ne fece un'acquisizione preziosa.
Nel 1897 avvenne una transazione interessante, che è la prova della continua crescita della linea. La società della GC&SF e Fred Harvey, un famoso ristoratore di ferrovie, raggiunsero un accordo. La Harvey Restaurants and Harvey Houses, una catena alberghiera, presto fece piazza pulita della AT&SF, offrendo pasti economici e confortevoli per i clienti della linea. Sia i ristoranti sia la ferrovia sono stati celebrati nella canzone, nella letteratura e nei media di intrattenimento.

### XX secolo
La GC&SF partecipò anche agli sforzi di Galveston per sollevare la città dopo l'uragano di Galveston del 1900. Nel 1904, il consiglio di amministrazione concesse a Goedhart e Bates un contratto di affitto di cinque anni in una striscia di terra all'estremità orientale della Gulf Company a Galveston, che sarebbe stata utilizzata per scopi canalistici in connessione con la costruzione della città. Nel 1908 la GC&SF, insieme con altre ferrovie, lavorarono per costruire una nuova strada rialzata da Galveston alla terraferma.
La costruzione di un ramo di 98 miglia da Lometa a San Saba e da Brady a Eden fu incominciata nel 1910 e completata entro la fine dell'anno successivo. Nel 1912, la AT&SF annunciò la costruzione di un nuovo deposito unico a Galveston che avrebbe ospitato anche gli uffici della GC&SF. I loro piani erano per un edificio a prova di fuoco di otto piani in cemento armato di acciaio e rivestito di mattoni smaltati bianchi. La sala d'attesa sarebbe di 104 piedi per 63 piedi, e l'edificio sarebbe abbastanza grande da contenere tutti i dipartimenti della GC&SF. Nel 1932furono aggiunti alla costruzione un altro edificio di otto piani e una torre di undici piani. 
Nel 1937, la AT&SF acquistò la Fort Worth & Rio Grande Railway dalla SLSF e la affittò immediatamente alla GC&SF, ottenendo così un percorso e più breve a Fort Worth da ovest e dalle aree di allevamento dell'altopiano di Edwards rispetto alla precedente rotta tramite Temple.
Dopo la seconda guerra mondiale, la AT&SF lavorò per espandere le sue linee merci. La compagnia usava treni speciali per trasportare merci specifiche. Uno di questi treni era il Cotton Special del 1949, istituito per spostare il raccolto di cotone del Texas occidentale da Lubbock ai moli di Galveston.
Negli anni 1960 la AT&SF lavorò con diverse società per espandersi. In uno di questi casi la AT&SF accettò di collaborare con la Duval Corporation per lo sviluppo di una miniera di zolfo a Rustler Springs, Texas. La AT&SF costruì un ramo di 30 miglia e concepì l'idea di trasportare lo zolfo in uno stato fuso dalla miniera a Galveston, dove sarebbe poi stato spedito via mare. Ciò avrebbe reso più facile lo spostamento dello zolfo su una distanza così lunga. Lo zolfo veniva riscaldato a circa 150 °C e trasportato per mezzo di carri cisterna. Questo funzionò così bene che la compagnia acquistò tre treni di 66 carrozze ciascuno, e un treno viaggiava continuamente sulle 930 miglia del percorso.
A questo punto, l'identità della GC&SF si era intrecciata con quella della AT&SF. Nel 1965, la restante proprietà della divisione della Gulf fu trasferita alla compagnia della AT&SF.